# Gol mjeseca HNL-a
Gol mjeseca HNL-a nogometna je nagrada koja se dodjeljuje na mjesečnoj razini za najbolji postignuti gol u HNL-u tijekom prethodnog mjeseca sezone. 
Na sjednici Hrvatskog nogometnog saveza u srpnju 2024. donesena je odluka o osnivanju mjesečnih i sezonskih nagrada po uzoru na strane lige.
U procesu glasanja glasovi publike nose 30 %, glasovi panela od 20 članova nose 40 % te glasovi klubova koji sudjeluju u ligi 30 % udjela u izboru.

## Dobitnici
| Mjesec   | Godina | Igrač            | Klub              | Izvor  |
| -------- | ------ | ---------------- | ----------------- | ------ |
| Kolovoz  | 2024.  | Stefan Ristovski | Dinamo Zagreb     | [ 3 ]  |
| Rujan    | 2024.  | Bruno Durdov     | Hajduk Split      | [ 4 ]  |
| Listopad | 2024.  | Hernâni          | Osijek            | [ 5 ]  |
| Studeni  | 2024.  | Michele Šego     | Varaždin          | [ 6 ]  |
| Prosinac | 2024.  | Marko Livaja     | Rijeka            | [ 7 ]  |
| Veljača  | 2025.  | Marko Livaja     | Hajduk Split      | [ 8 ]  |
| Ožujak   | 2025.  | Ivan Rakitić     | Hajduk Split      | [ 9 ]  |
| Travanj  | 2025.  | Fran Karačić     | Lokomotiva Zagreb | [ 10 ] |

## Vanjske poveznice
- Povijest